# Molly Balsby
Molly Balsby Nielsen (født 1993) er en dansk digter.

## Baggrund
Hun er datter af journalist Egon Balsby og dimitterede fra Forfatterskolen i 2013.

## Karriere
Hun debuterede i 2018 med digtsamlingen Ponyprivilegiet til rosende ord fra anmelderne i to af de landsdækkende dagblade, der blandt andet skrev, at "tydeligt temperament plus skarp selvironisk sans [her er] lig med en humor, som er bogens største force" og beskrev digtene som "ukuelige og egenrådige linjer fra et digterjeg, der insisterer på at tale på trods, ikke kun for at nå frem, men for at blive mindet om sin egen stemmes eksistens." Teksterne svinger fra det hårdtslående til det sårbare, handler om sorg og vrede, herunder tabet af faderen, om at finde styrke i sine svage sider, og hvad det vil sige at være privilegeret.
Den 2. november 2018 blev hun interviewet live af Iben Maria Zeuthen til en såkaldt fredagstalk afholdt som en del af Power of Women Festival Copenhagen, var en af de "aktuelle lyrikere", der læste højt fra egne værker ved JP/Politikens Hus's "poetiske nytårskur" den 23. januar 2019 og deltog også i Vallekilde Højskoles litteraturfestival Litt Talk den 2.-3. februar 2019, hvor hun omtaltes som "en af årets mest markante debutanter."
Hun var i 2018 nomineret til Bogforums Debutantpris, og i april 2019 blev hun tildelt et arbejdslegat på 50.000 kroner af Statens Kunstfond.
Hun er erklæret feminist, hvorfor forsiden på hendes digtsamling er lyserød, og har skrevet i Hvedekorn siden 2012.

## Priser og legater
- Statens Kunstfonds arbejdslegat (2019)
- Bodil og Jørgen Munch-Christensens debutantpris (2019)
- Klaus Rifbjergs debutantpris for lyrik (2020)
- Jyllands-Postens Fonds coronalegat (2020)
- Skau Reipurth & Partners Next Generation Legat Arkiveret 2. marts 2022 hos  Wayback Machine (2021)

## Forfatterskab

### Bøger
- Balsby, Molly (2018). Ponyprivilegiet. Basilisk. ISBN 978-87-93077-53-9.

### Udvalgte bidrag
- Balsby, Molly (2012). "Der er ikke den ting, jeg ikke kan sammenligne dig med. Da min far døde fik jeg en bror. Du er et tilbudt fragment til udfyldning. Det er en medfødt arbejdsskade". Hvedekorn (1): 61-62. ISSN 0018-8093.
- Lind, Cecilie; Christensen, Martin Bastkjær; Lutz, Hannah; Nielsen, Josefine Graakjær; Balsby, Molly; Holmegaard, Ida; Løppenthin, Lea; Bruun, Sarah Elise (2013). Forfatterskolens Afgangsantologi 2013. Basilisk. ISBN 978-87-91407-91-8.
- Balsby, Molly (2016). "Uddrag af Ponyprivilegiet". Hvedekorn (3). ISSN 0018-8093.
- Balsby, Molly (25. januar 2019). "Rød tid". Politiken. Ord i mørket (3. sektion): 4-5.